# 東海澱粉
東海澱粉株式会社（とうかいでんぷん、Tokai Denpun Co., Ltd.）は、食品関連の総合商社。静岡県静岡市に本社を置く。

## 概要
静岡に本社があり、日本国内に59箇所の営業所を構えている。商社機能を持ちながら、地域密着でダイレクト販売を行っている。会社発足当初は澱粉の加工・販売を主たる業としていた。その後、水産物や農産物の輸入・輸出など事業を多角化。主原料と副資材両用の販売を行い、現在は食品関連の総合商社となっている。また上場基準を満たすものの、非上場である。最近は海外内販にも注力し、販売網を広げている。澱粉を主とし、養殖魚やお米などメーカー機能も保有。海外店舗も含めると社員数は約1,100名程。

## 部門
- 営業1部（澱粉・食品・包材・農産・雑穀・米麦・畜肉・飼肥）
- 営業2部（すり身・凍魚・加工鰻・鮮魚）
- 開発部
- 品質保証部
- 経営企画部(システム・企画)
- 総務部
- 業務部(業務・経理)

## グループ企業

### 国内
- 桑村産興株式会社
- 東海シープロ株式会社
- TDCサービス株式会社
- コーチTDC株式会社
- サニーフーズ株式会社
- スターアグリ株式会社
- 株式会社さんわ
- 串本食品株式会社

### 海外現地法人
- SIAM TOKAI CO.,LTD
- SIAM HARVEST CO.,LTD
- 統凱貿易股分有限公司
- 統凱貿易(上海)有限公司
- TOKAI DENPUN U.S.A INC
- TOKAI DENPUN U.S.A INC. LA.Branch
- TOKAI DENPUN U.S.A INC. NY.Branch

## 業績
第68期（2014年7月～2015年6月）の業績は以下の通り。
- 連結

売上高合計 = 152,325百万円
売上高構成比率 = 農産物44.6% 畜産物6.2% 水産物48.3% その他0.9%
- 単独

売上高合計 = 133,870百万円
売上高構成比率 = 農産物20.1% 畜産物8.2% 生鮮水産物11.5% 冷凍水産品31.4%　食糧品28.8%

## 主要取引銀行
- みずほ銀行 静岡支店
- 三菱UFJ銀行 静岡中央支店
- 静岡銀行 本店営業部

## 不祥事
2006年5月〜2007年9月の間、台湾産・中国産のうなぎを国産と偽り販売していた。